# Extensietektoniek

Geologische structuren in een gebied van tektonische extensie: afschuivingen verdelen de aardkorst in blokken die horsten en slenken worden genoemd.

Extensietektoniek, rektektoniek, korstextensie en korstverdunning zijn termen die slaan op de tektonische situatie waarbij de lithosfeer van de Aarde of een andere planeet door een mechanische rekspanning uit elkaar beweegt. De deformatie die dit tot gevolg heeft, leidt tot verdunning van de lithosfeer. Deze verdunning zal door isostasie gecompenseerd moeten worden zodat er ook tektonische daling plaatsvindt.

## Oorzaken
Rekspanning in de lithosfeer van de Aarde treedt op in twee situaties:
- Verhitting en wrijving met de ondergelegen asthenosfeer;
- Gravitationele instabiliteit in de vorm van reliëf.

Waar warm materiaal in de aardmantel naar boven komt zal het naar twee kanten opzij bewegen. Door deze divergente stroming in de asthenosfeer zal de bovengelegen korst dankzij wrijving meebewegen. Tegelijkertijd raakt de korst verhit door de relatief hoge warmtestroom van onderen, waardoor ze uitzet. Dit effect zorgt normaal gesproken voor opheffing. De tweede manier waarop rekspanning ontstaat is door verschillen in dikte van de korst. Als een hoog gebied naast een lager gebied ligt, zal er door het verschil in gravitatiepotentiaal een spanning ontstaan. Dit kan leiden tot deformatie, waarbij materiaal uit het hogere gebied naar het lagere toe beweegt.
Verschillen in reliëf kunnen bijvoorbeeld gebergtes zijn, die ontstaan als twee tektonische platen op elkaar botsen als gevolg van platentektoniek. Platentektoniek wordt overigens eveneens aangedreven door mantelconvectie. Behalve convectiestromen in de mantel kan de lithosfeer ook van onderen verhit worden door een mantelpluim.

## Gevolgen
Bij rekspanning is de grootste principiële spanningsas min of meer horizontaal gericht. Breuken, die altijd ontstaan onder hoeken van ongeveer 30° met de principiële spanningsrichting, zijn daarom afschuivingen. Een stelsel van afschuivingsbreuken kan een gebied verdelen in grabens/halfgrabens (gebieden waar relatief veel tektonische daling plaatsvindt) en horsten (gebieden waar relatief weinig tektonische daling plaatsvindt. Met de diepte zal de hoek van de afschuivingen met het aardoppervlak meestal afnemen, dit worden listrische breuken genoemd. Vaak komen de afschuivingen uit op een grote horizontale breukzone, een décollement, waaronder de onderkorst ductiel deformeert. De boven dit décollement gelegen stukken korst zullen naarmate de afschuivende beweging doorgaat roteren en worden daarom wel tilted blocks genoemd. Als de extensie over een grote zone plaatsvindt, wordt gesproken van een rift.
Als de extensie doorzet, kan de korst zo dun worden, dat de mantel aan het oppervlak komt, een model dat core complex genoemd wordt. De extensie leidt er ook toe dat de warme asthenosfeer omhoog komt. De afname in lithostatische druk in de asthenosfeer die dit tot gevolg heeft kan ertoe leiden dat partieel smelten plaatsvindt, waardoor magmareservoirs gevormd worden (underplating). Dit kan weer tot vulkanisme aan het aardoppervlak leiden. Als de extensie nog verder doorzet kan de asthenosfeer ten slotte aan de oppervlakte komen, de rift verandert daarmee in een drift, er wordt dan nieuwe oceanische korst gevormd, waarmee een nieuw oceanisch bekken ontstaan is. Als de spreiding verder doorzet, groeit dit uit tot een oceaan, de drift wordt dan een mid-oceanische rug.